# Jan Frederik Staal
|                                        |  |                                       |
| Damrak 26. Winkelmagazijn "De Utrecht" |  | Damrak 28. Kantoorgebouw "De Utrecht" |

Jan Frederik Staal (Amsterdam, 28 februari 1879 – aldaar, 8 april 1940) was een Nederlands architect.

## Leven en werk
Staal vestigde zich in 1902, samen met Alexander Kropholler (1881-1973), als architect in het Nederlandse aannemersbedrijf van zijn vader, Staal en Haalmeyer. 
Vanaf 1903 ontwierpen zij gebouwen, die in het begin ook door het aannemersbedrijf van zijn vader werden gebouwd. Enkele door Staal en Kropholler ontworpen gebouwen zijn de kantoren van de levensverzekeringsmaatschappij "De Utrecht" in Amsterdam en Leeuwarden.
In 1910 werd de samenwerking tussen Staal en Kropholler verbroken en ging Staal zijn ontwerpen in de stijl van de Amsterdamse school uitvoeren. De villa's in het Park Meerwijk te Bergen (1917-1918) waren zijn eerste gebouwen in deze stijl. Andere ontwerpen van Staal zijn de centrale bloemenveiling te Aalsmeer, een 12-verdiepingen tellend gebouw met de bijnaam 'Wolkenkrabber' te Amsterdam, het Nederlandse paviljoen op de Exposition des arts décoratifs et industriels van 1925 te Parijs, het hoofdgebouw van dagblad De Telegraaf (tegenwoordig de Kas-Bank) aan de Nieuwezijds Voorburgwal te Amsterdam, de Koopmansbeurs in Rotterdam en diverse woningen in de Amsterdamse Rivierenbuurt.
Niet gerealiseerd werd Staals prijsvraagontwerp voor een operagebouw op het Museumplein in Amsterdam: zijn inzending kreeg in 1920 weliswaar de voorkeur, maar de opera werd niet gerealiseerd. Hij gebruikte motieven later voor zijn bloemenveiling en zijn Telegraaf-gebouw.
Staal is een zeer belangrijke Nederlandse architect die op organische wijze de ontwikkeling heeft doorgemaakt van de Amsterdamse School-architectuur naar de nieuwe zakelijkheid. Duidelijk is dit te zien in de woningblokken in het kwadrant Apollolaan, Beethovenstraat, Corellistraat en de Bachstraat. De bebouwing op de Apollolaan/Beethovenstraat is karakteristiek door de grote strakke erkers die thans ook nog modern aandoen. Ook de familiehuizen aan de Corellistraat (even zijde) getuigen van een moderne lichte bouwstijl. Het verschil tussen de bouwstijl hier en die aan de J.M. Coenenstraat (ook van Staal) is evident en hieruit is zijn ontwikkeling duidelijk op te merken.
Hij was een fervent socialist, maar is ook korte tijd lid geweest van de Communistische Partij. Ook was Staal enkele jaren bestuurslid van architectuurgenootschap Architectura et Amicitia. Dit genootschap hield vanaf 1914 zijn ledenvergaderingen in een lokaal in een door hem ontworpen bankgebouw aan de Herengracht. Van 1920 tot 1930 was hij lid van de redactie van Wendingen.
Staal was vanaf 1936 getrouwd met architect Margaret Staal-Kropholler (1891-1966), met wie hij al veel langer een relatie had en die aanvankelijk zijn medewerkster was. Zij was de zuster van Staals voormalige compagnon Alexander Kropholler. Zij zijn begraven op de Nieuwe Oosterbegraafplaats in Amsterdam.
Zijn zoon Arthur Staal (1907-1993) was eveneens architect en ontwierp in 1966 de Toren Overhoeks in Amsterdam-Noord. Zijn zoon George Staal (1909-2003) was ook architect en daarnaast was er een derde zoon Fred Staal (1899-1943) die omkwam in Nederlands-Indië. Een vierde zoon was de taalkundige Frits Staal (1930-2012), die echter een andere moeder had dan Arthur, Georges en Fred.
Uit het huwelijk met Margaret Staal-Kropholler stamt een dochter Margareth, ofwel Maggie Venekamp-Staal.
In 2015, Staals 75ste sterfjaar, verscheen de eerste monografie over hem, 'Jan Frederik Staal (1879-1940) - De wil van het gebouw en de wil van de tijd'. Het boek is geschreven door Hans Willem Bakx en uitgegeven door de Stichting Bonas.

## Selectie van werken

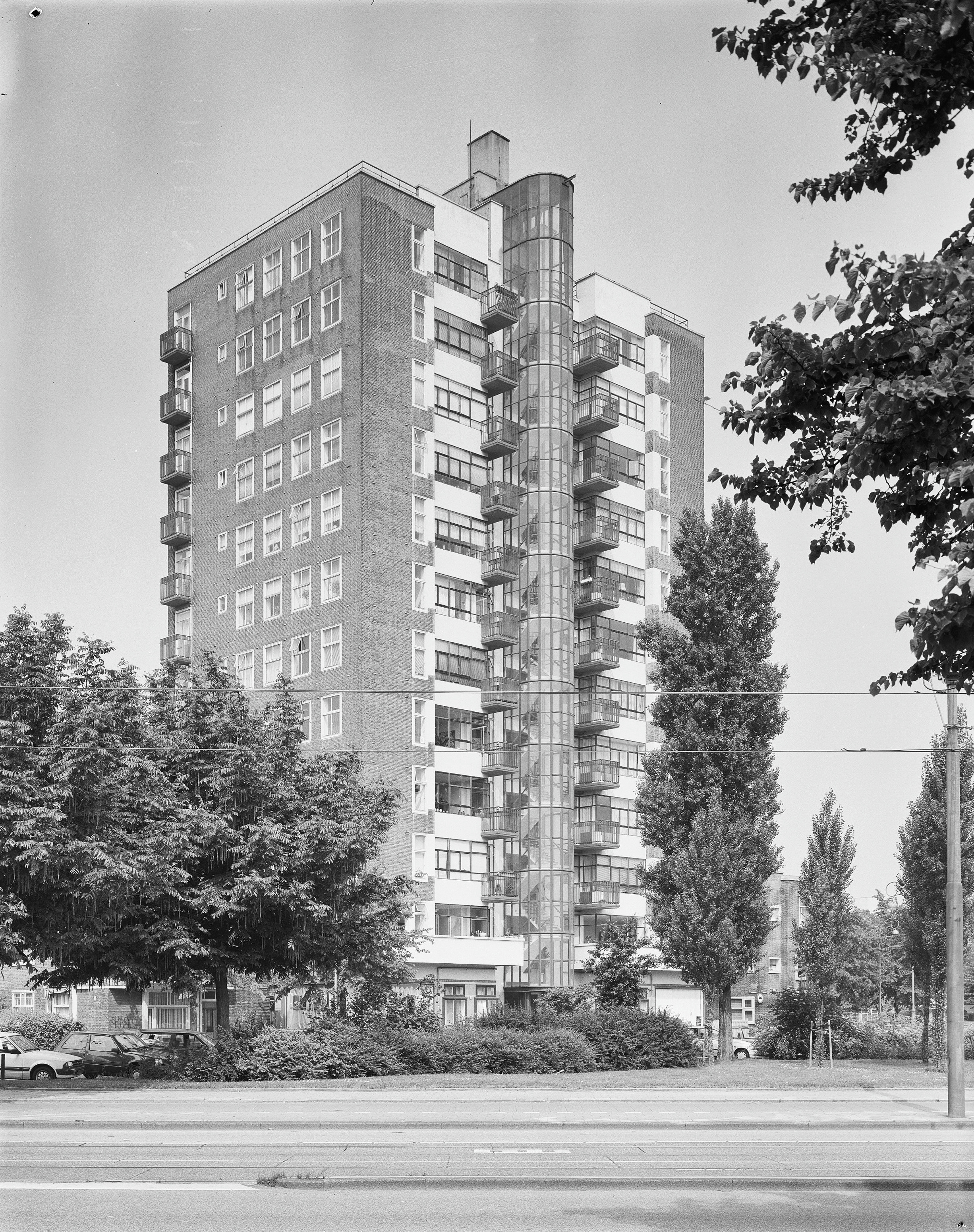
12-verdiepingenhuis ("De Wolkenkrabber")

- 1903: Kantoor De Utrecht, Leeuwarden (met A. Kropholler)
- 1905: Kantoor De Utrecht, Amsterdam, Damrak 28-30 (met A. Kropholler)
- 1905: Magazijn De Utrecht, Amsterdam, Damrak 26 (met A. Kropholler)
- 1905: Brandtoren en houtvesterswoning De Utrecht, Hilvarenbeek (met A. Kropholler)
- 1906: Archiefgebouw De Utrecht, Utrecht (met A. Kropholler; niet behouden)
- 1906: Woonwinkelhuis De Utrecht, Utrecht, Choorstraat 14 (met A. Kropholler)
- 1913: Amsterdamsche Handelsbank, Herengracht, Amsterdam
- 1915-1918: Park Meerwijk met de villa's De Ark, De Bark, Bilbad, Elifaz en Zofar, Bergen (Noord-Holland)
- 1919-1920: Woningcomplex Eigen Huis, Linnaeusparkweg, Amsterdam
- 1922-1923: Woningcomplex J.M. Coenenstraat, Amsterdam
- 1925: Nederlands paviljoen Exposition des arts décoratifs et industriels, Parijs (niet behouden)
- 1927 Doopsgezinde kerk in de Zijdstraat, Aalsmeer.
- 1927-1928: Veilinggebouw Centrale Aalsmeerse Veiling, Aalsmeer
- 1927-1930: Kantoor De Telegraaf, Nieuwezijds Voorburgwal, Amsterdam
- 1927-1930: 12-verdiepingenhuis ("De Wolkenkrabber"), Amsterdam
- 1935: Uitbreiding De Joodsche Invalide, Weesperplein, Amsterdam
- 1935-1940: Beurs, Rotterdam
- 1938-1939: hoek Apollolaan 65-85 en Beethovenstraat 3-9, Amsterdam

- Biografisch Portaal: 10988276
- Catàleg d'autoritats de noms i títols de Catalunya: 981058618541106706
- Digitale Bibliotheek voor de Nederlandse Letteren: staa016
- Gemeinsame Normdatei: 129397857
- International Standard Name Identifier: 0000 0000 6680 5013
- Library of Congress Control Number: no2005039180
- Nederlandse Thesaurus van Auteursnamen: 069133026
- RKD-Nederlands Instituut voor Kunstgeschiedenis: 301675
- Système universitaire de documentation: 143791281
- Union List of Artist Names: 500082344
- Virtual International Authority File: 13387295
- WorldCat: E39PBJhhxpTrtyxjbPGVQcMwYP